# حي الزحف الأحمر (عدن)
حي الزحف الأحمر هو أحد أحياء مديرية البريقة في محافظة عدن اليمنية. يبلغ تعداد سكانه 4691 نسمة حسب التعداد السكاني في اليمن لعام 2004.